# Deltocephalus kalaffoensis
Deltocephalus kalaffoensis är en insektsart som beskrevs av Heller och Rauno E. Linnavuori 1968. Deltocephalus kalaffoensis ingår i släktet Deltocephalus och familjen dvärgstritar. Inga underarter finns listade i Catalogue of Life.